# Parc Michel-d'Ornano
Le Parc Michel-d'Ornano est un parc de six hectares situé à Caen.

## Histoire
Le parc a été aménagé au XVIIIe siècle dans les jardins de l'abbaye aux Dames. Son plan a été dessiné en 1774 par François-Philippe Charpentier à la demande de l'abbesse Madame de Belsunce. 
Au début du XIXe siècle, le jardin est laissé à l'abandon. Les chanoinesses régulières qui assuraient les soins à l’Hôtel-Dieu de Caen s'installe dans l'abbaye en 1823. Dans les années 1820, une glacière souterraine est construite à l'est du parc pour répondre à une nécessité médicale, la glace étant utilisée pour ses vertus décongestionnantes,. En 1839, la mère supérieure décide de réaménager le parc et une butte est érigée pour former un belvédère. En 1849, un cèdre du Liban est planté au sommet de ce belvédère afin de commémorer les massacres des chrétiens maronites au Liban en 1845. 
Quand l'hospice Saint-Louis est transféré dans l'abbaye en 1908, il prend le nom de parc Saint-Louis. En 1983, le Conseil régional de Basse-Normandie devient propriétaire de l'abbaye, abandonnée depuis 1975, et charge en maître d'œuvre les paysagistes Michel Bourne (Berlin) et Loïc Degroote (Caen) de redessiner le parc. Il rouvre en septembre 1992 sous le nom de parc Michel-d'Ornano en mémoire de Michel d'Ornano, décédé l'année précédente.

## Composantes
Une grande allée bordée de vieux tilleuls traverse le parc depuis l'entrée principale située route de Ouistreham à proximité de l'hôpital Clemenceau. De chaque côté, l'espace est fractionné par des petits bosquets. Devant l'abbaye, s'étendent des pelouses dessinant des parterres à la Française. 
Au sud, le cèdre du Liban, juché sur une butte, est accessible par un sentier bordé de charmilles appelé « Limaçon ». Depuis la plate-forme, on peut admirer une des plus beaux panoramas sur la ville de Caen et ses clochers.
Le monticule arboré à l'est du parc est un vestige de l'ancienne glacière souterraine. Sa structure composée d'une épaisse carapace de terre convenait parfaitement pour servir en 1960 d'abri pour la bombe au cobalt destinée au traitement du cancer du service de radiothérapie de l'hôpital Clemenceau en assurant l'étanchéité nécessaire à la radioprotection.
En septembre 2020, quatre bancs de 2 m de haut, 2,60 m de large et 1,60 m de profondeur, sont installés dans le parc. Baptisés Nids, ils sont l’œuvre du collectif Manœuvre, constitué d'une vingtaine d'anciens étudiants des Beaux-arts de Caen, en étroite collaboration avec l'association Station Mir.

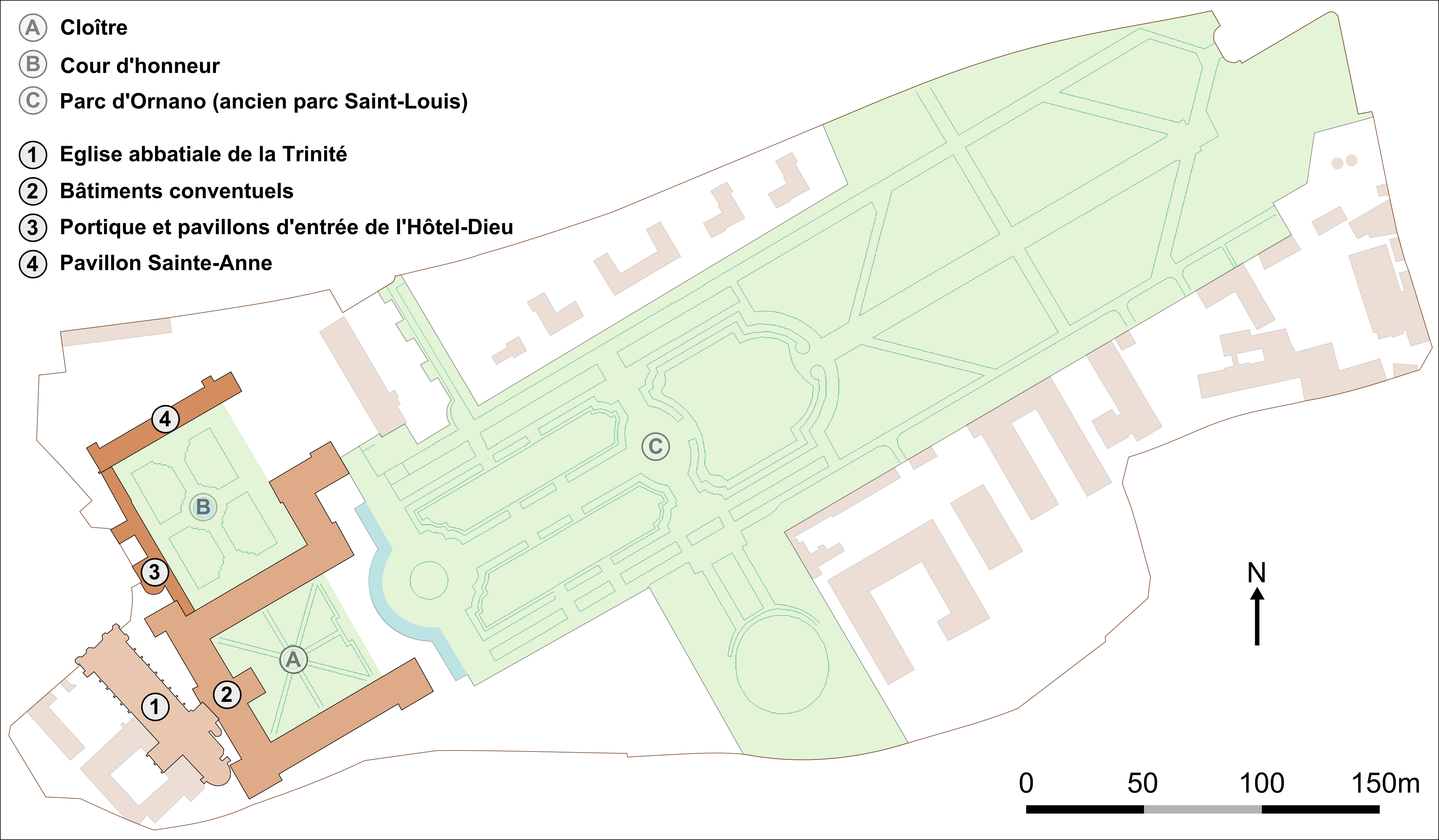
Plan
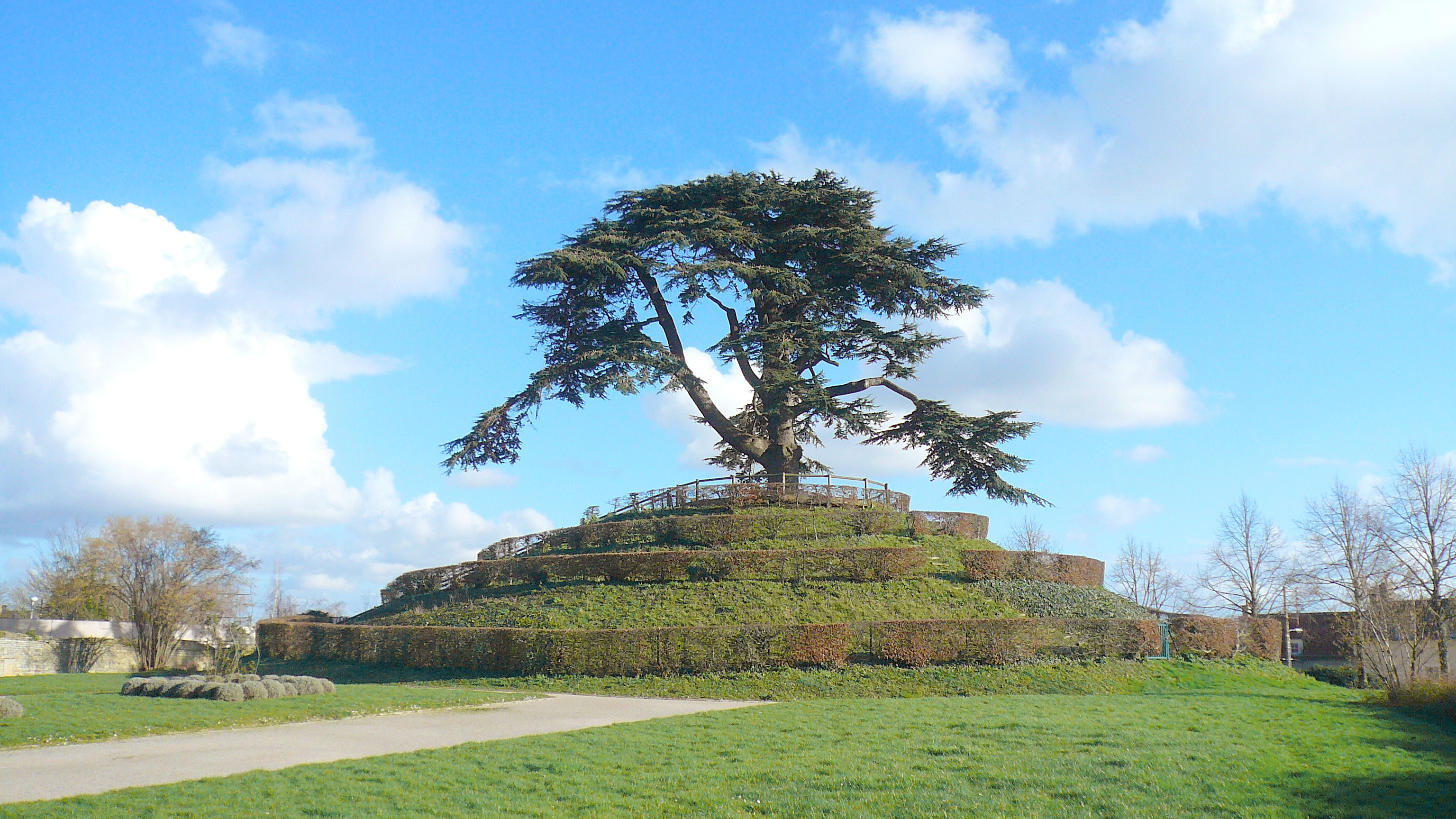
Le cèdre du Liban sur son tertre.
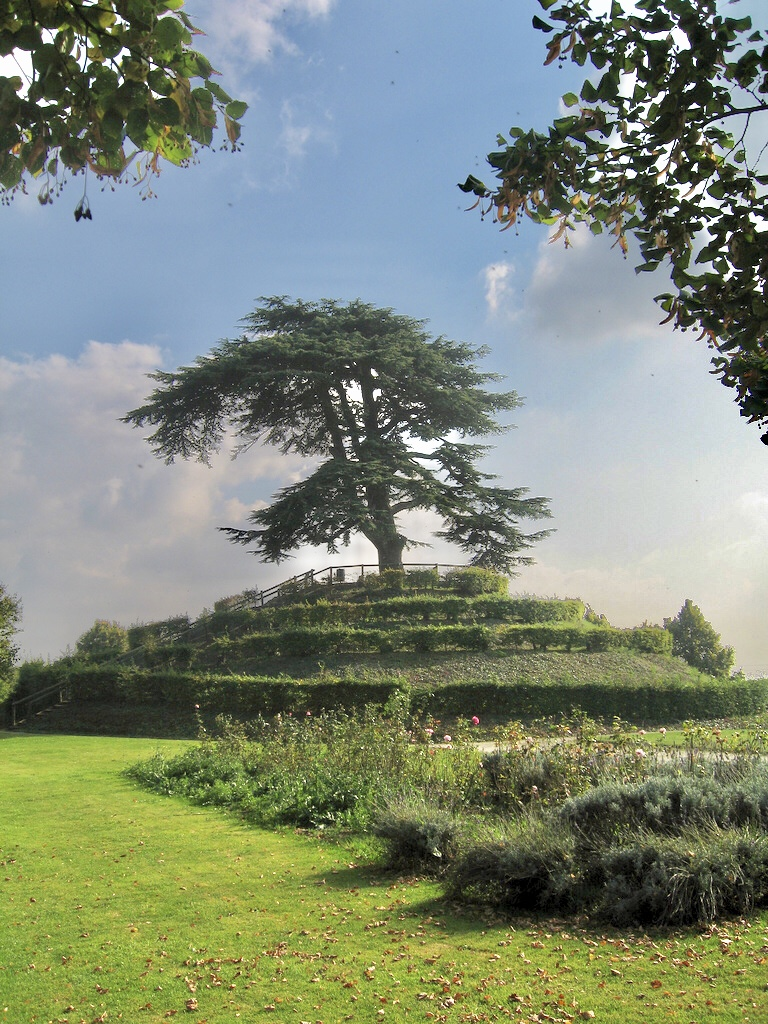
Le cèdre du Liban planté en 1849.
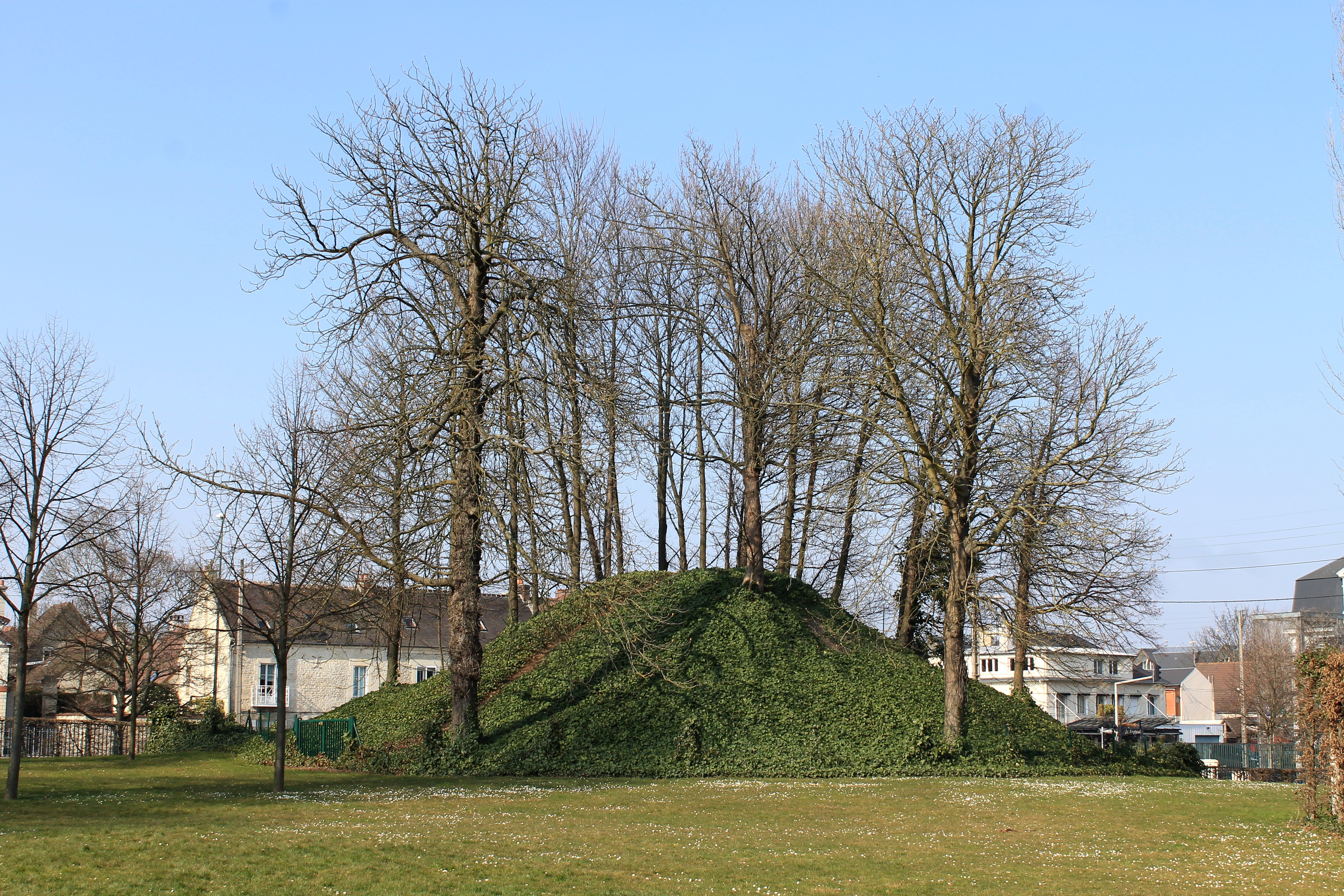
Ancienne glacière de l'hôpital.

## Protection
En 1932, le labyrinthe et les allées de l'hospice Saint-Louis sont déclarés site classé.